# Paul Harvey (Schauspieler)

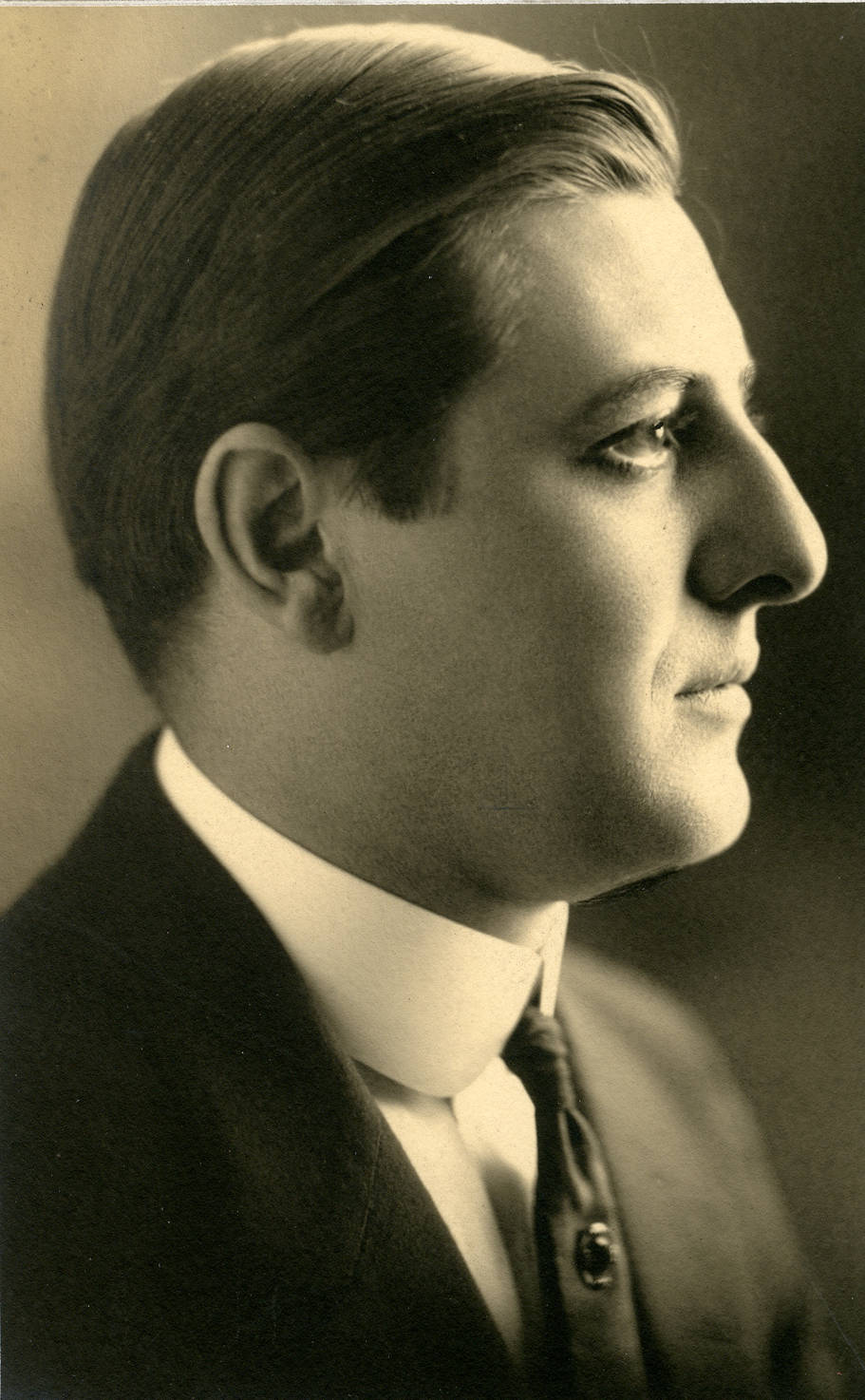
Paul Harvey (1912)

Paul Harvey (* 10. September 1882 in Sandwich, Illinois, als Roy Paul Harvey; † 5. Dezember 1955 in Los Angeles, Kalifornien) war ein US-amerikanischer Schauspieler.

## Leben
Ab 1915 schauspielerte Harvey in über 180 Filmen, auch als Theaterschauspieler war er tätig. Besonders häufig verkörperte er komisch angeberische Autoritätsfiguren in Komödien, beispielsweise neben Laurel und Hardy in Schrecken der Kompanie sowie an der Seite der Marx Brothers in Eine Nacht in Casablanca. Zu seinen weiteren Rollen gehörten aber auch liebenswerte Väter, Ärzte wie in Alfred Hitchcocks Ich kämpfe um dich oder Pfarrer wie in Vater der Braut neben Spencer Tracy. Ab 1953, kurz vor seinem Tod, trat er hauptsächlich in Fernsehserien als Gastdarsteller auf. Sein letzter Film war Die zehn Gebote, der 1956 veröffentlicht wurde.
Harvey war mit Ottye Harvey bis zu seinem Tod am 5. Dezember 1955 verheiratet. Zuvor war er mit Merle Stanton verheiratet.

## Filmografie (Auswahl)
- 1915: The Pearl of the Antilles
- 1934: Die Rothschilds (The House of Rothschild)
- 1934: Broadway Bill
- 1935: Stadtgespräch (The Whole Town’s Talking)
- 1935: Broadway-Melodie 1936 (Broadway Melody of 1936)
- 1935: Musik um Mitternacht (Thanks a Million)
- 1935: Goin’ to Town
- 1936: Der versteinerte Wald (The Petrified Forest)
- 1936: Der wandelnde Leichnam (The Walking Dead)
- 1936: Frauenehre (Private Number)
- 1936: Um den Krügerdiamanten (The Return of Sophie Lang)
- 1936: Der General starb im Morgengrauen (The General Died at Dawn)
- 1936: Der Held der Prärie (The Plainsman)
- 1937: Geheimbund Schwarze Legion (Black Legion)
- 1938: Vier Leichen auf Abwegen (A Slight Case of Murder)
- 1938: Wenn ich König wär (If I Were King)
- 1938: Drei Schwestern aus Montana (The Sisters)
- 1938: Charlie Chan in Honolulu
- 1938: Shirley auf Welle 303 (Rebecca of Sunnybrook Farm)
- 1939: Musik fürs Leben (They Shall Have Music)
- 1940: Paul Ehrlich – Ein Leben für die Forschung (Dr. Ehrlich’s Magic Bullet)
- 1940: Die Hölle der Südsee (Typhoon)
- 1941: Entscheidung in der Sierra (High Sierra)
- 1941: Ufer im Nebel (Out of the Fog)
- 1941: Laurel und Hardy: Schrecken der Kompanie (Great Guns)
- 1941: Du gehörst zu mir (You Belong to Me)
- 1941: Schrecken der zweiten Kompanie (You’re in the Army Now)
- 1941: Echo der Jugend (Remember the Day)
- 1942: Das Herz des goldenen Westens (Heart of the Golden West)
- 1945: Der Engel mit der Trompete (The Horn Blows at Midnight)
- 1945: Der Mann aus dem Süden (The Southerner)
- 1945: Jahrmarkt der Liebe (State Fair)
- 1945: Ich kämpfe um dich (Spellbound)
- 1946: Blondie’s Lucky Day
- 1946: Marx Brothers – Eine Nacht in Casablanca (A Night in Casablanca)
- 1946: Eine Falle für die Braut (Easy to Wed)
- 1947: Liebe auf den zweiten Blick (Living in a Big Way)
- 1947: Hyänen der Prärie (Wyoming)
- 1948: Kennwort 777 (Call Northside 777)
- 1948: Der Superspion (A Southern Yankee)
- 1948: Blondie’s Reward
- 1948: Fünf auf Hochzeitsreise (Family Honeymoon)
- 1949: Seemannslos (Down to the Sea in Ships)
- 1949: Ein Mann wie Sprengstoff (The Fountainhead)
- 1949: Venus am Strand (The Girl from Jones Beach)
- 1949: Mr. Belvedere kann alles besser (Mr. Belvedere Goes to College)
- 1950: So ein Pechvogel (When Willie Comes Marching Home)
- 1950: Der Unglücksrabe (The Yellow Cab Man)
- 1950: Lach und wein mit mir (Riding High)
- 1950: Gnadenlos gehetzt (The Lawless)
- 1950: Vater der Braut (Father of the Bride)
- 1950: Drei kleine Worte (Three Little Words)
- 1950: Stella
- 1951: Ein Geschenk des Himmels (Father’s Little Dividend)
- 1951: Der große Caruso (The Great Caruso)
- 1951: Gib Gas, Joe! (Excuse my Dust)
- 1951: Verschwörung im Nachtexpreß (The Tall Target)
- 1952: Ein Baby kommt selten allein (The First Time)
- 1952: Hat jemand meine Braut gesehen? (Has Anybody Seen My Gal?)
- 1952: Casanova wider Willen (Dreamboat)
- 1952: Mädels ahoi (Skirts Ahoy!)
- 1952: Ein Baby kommt selten allein (The First Time)
- 1952: April in Paris
- 1953: Ein verwöhntes Biest (The Girl Who Had Everything)
- 1953: Eine Leiche auf Rezept (Remains to bei Seen)
- 1954: Sabrina
- 1955: High Society
- 1955: Liebe im Quartett (Three for the Show)
- 1956: Die zehn Gebote (The Ten Commandments)